# Pigmalião (peça de teatro)
Pigmalião, é uma peça teatral escrita em 1913 por George Bernard Shaw, que conta a história de uma mulher do povo transformada em mulher da alta sociedade.
A peça conta a história de Eliza Doolittle, uma mendiga que vende flores pelas ruas escuras de Londres em busca de uns trocados. Em uma dessas rotineiras noites, Eliza conhece um culto professor de fonética Henry Higgins e sua incrível capacidade de descobrir muito sobre as pessoas apenas através de seus sotaques. Quando ouve o horrível sotaque de Eliza, aposta com o amigo Hugh Pickering que é capaz de transformar uma simples vendedora de flores numa dama da alta sociedade num espaço de seis meses.
A obra foi adaptada para o cinema com o nome My Fair Lady (br: Minha Bela Dama ou Minha Querida Dama/ pt: Minha Linda Senhora), um filme estadunidense de 1964, do gênero comédia musical e dirigido por George Cukor. Além do filme, a peça foi adaptada duas vezes para a televisão brasileira com as novelas : Pigmalião 70 e Totalmente Demais.

## O Mito doPigmalião
A obra se baseia no mito do Pigmalião. Segundo Ovídio, poeta romano contemporâneo de Augusto, Pigmaleão era um escultor e rei de Chipre que se apaixonou por uma estátua que esculpira ao tentar reproduzir a mulher ideal.
A deusa Afrodite, apiedando-se dele e atendendo a um seu pedido, não encontrando na ilha uma mulher que, em beleza e pudor, chegasse aos pés da que Pigmaleão esculpira, transformou a estátua numa mulher de carne e osso, com quem Pigmaleão casou-se e, nove meses depois, teve uma filha chamada Paphos, que deu nome a uma cidade na ilha.